# Нагасима, Юитиро
Юитиро Нагасима (яп. 長島 雄一郎 Нагасима Ю:итиро:) — японский боец смешанного стиля. В Японии известен как «Дзиэнъоцу» (自演乙).
Разряд Юитиро Нагасимы — чёрный пояс, 2-й дан. С 2007 года больше уделяет стилю кикбоксинга и стал известен как «кикбоксер-отаку». Юитиро Нагасима одержал десять последовательных побед и 9 декабря 2008 года выиграл свободный титул NJKF.